# Danzarinas de Delfos

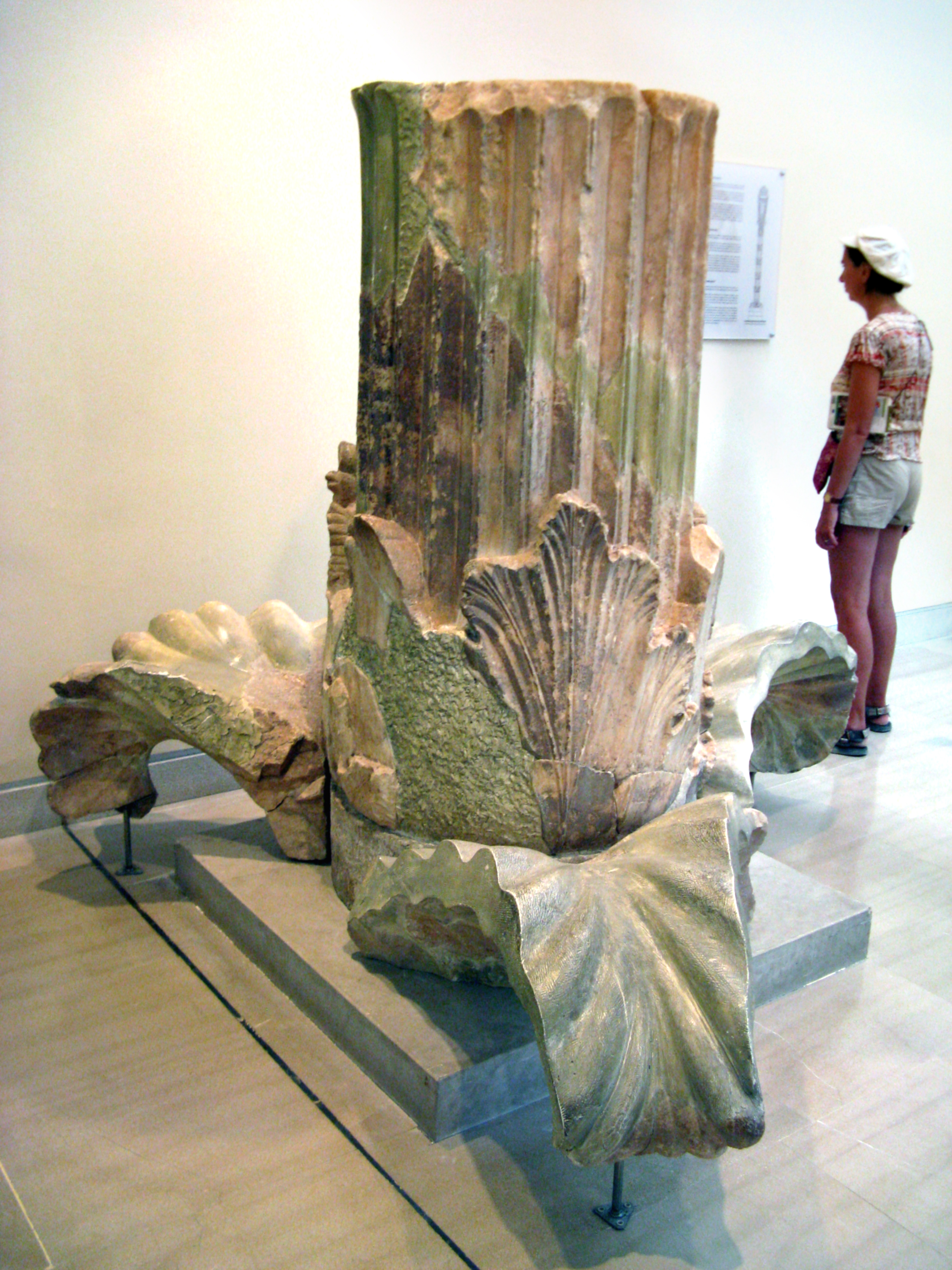
Parte inferior del fuste de la columna con tres hojas de acanto vueltas hacia arriba.

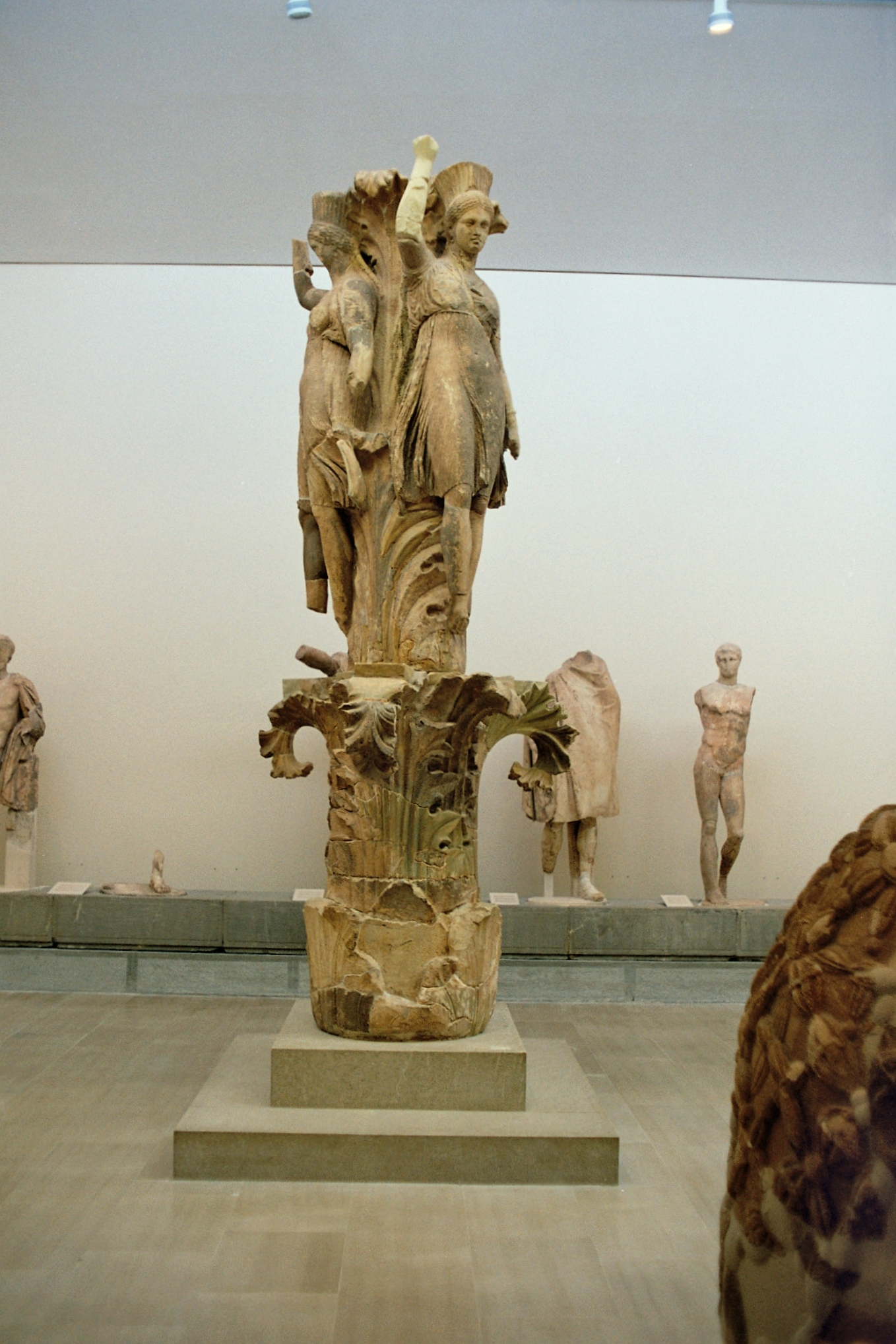
Parte superior de la columna con tres hojas de acanto y tres estatuas de danzarinas.

Las danzarinas de Delfos o Columna de acanto de Delfos (en griego: Κίονας με τις χορεύτριες), es una columna de mármol en forma de acanto, coronada por tres estatuas de mujeres danzantes, que probablemente sostenían un trípode de bronce con un ónfalo. Se encontraba en la esquina noreste del Santuario de Delfos. Fue una ofrenda votiva de  los atenienses en el siglo  IV a. C. Sus restos se encuentran en el Museo Arqueológico de Delfos.

## Historia
La columna se alzaba en la esquina noreste del santuario, sobre los restos de los frontones del anterior Templo de Apolo, entre las estatuas donadas por Daoco y la llamada base de Córcira.

### Datación
En la literatura se han postulado varias fechas para la creación de la columna, siendo la más aceptada la de alrededor del año 330 a. C.
Inicialmente, la creación de la columna se situó antes del 373 a. C., suponiendo que su destrucción se produjo como consecuencia de un terremoto en ese año.
En 1963, nuevas investigaciones identificaron el lugar exacto donde se hallaron los restos de la columna y descartaron su destrucción por el cataclismo del 373 a. C. Se determinó que la columna estaba situada en la esquina noreste del santuario, donde se hallaron la base y el pedestal de piedra caliza con las letras PAN, abreviatura del nombre de Pancrates, vinculado entonces a la construcción del templo de Apolo después de 347-346 a. C. Encima había tres bloques más: uno de piedra caliza blanca, otro perdido y otro de piedra caliza gris. Esto significa que la columna se construyó a principios del período helenístico, lo que también indicaría el estilo de las estatuas.
En 1983 se descubrieron más inscripciones, que dieron lugar a nuevas interpretaciones. Según el epigrafista francés Claude Vatin, cuyas observaciones fueron corroboradas por el historiador del arte Antonio Corso, la columna habría sido erigida por el estratego ateniense Timoteo tras una batalla victoriosa.
La siguiente descripción de la base se realiza a partir de las publicaciones de Antonio Corso, teniendo en cuenta las inscripciones y su interpretación.
La basa de la columna estaba compuesta por seis bloques de piedra caliza, los tres primeros de los cuales tenían grabadas las tres primeras letras del nombre del antiguo restaurador del monumento: Pancrates, que restauró la columna tras los daños causados por el terremoto del 373 a. C. Tras la restauración del monumento se añadió un cuarto bloque que corona la base. En su lado oriental hay una inscripción votiva ateniense apenas visible, que indica que el conjunto se financió con el botín de guerra tras la victoria sobre los  lacedemonios, laconios, o espartanos. Esta inscripción menciona a Hipodamasa, arconte de Atenas entre 375-374 a. C., lo que da como resultado la fecha del 375 a. C. Debajo aparece la firma de Praxítelesa, reconocido como autor de la obra. El quinto bloque de la base no se ha conservado. En el lado sur del sexto bloque, —el plinto— se encuentra la dedicatoria del líder ateniense Timoteo tras su victoria sobre Esparta. Bajo esta dedicatoria figura también la firma de Praxíteles. Timoteo estaba vinculado al taller de Cefisodoto el Viejo, el padre de Praxíteles, por lo que es probable que encargara la estatua a Cefisodoto, quien a su vez confió el encargo a su hijo.

## Descripción

### Fuste
El fuste de la columna era de mármol pentélico en forma de tallo de acanto, considerada por los antiguos griegos la planta sagrada de Apolo. 

Estaba compuesto por siete bloques (cilindros o tambores), cada uno de ellos ceñido por una corona de hojas de acanto; además, en la parte inferior del fuste había tres hojas vueltas hacia abajo, y en la parte superior del último bloque, el séptimo, había también tres hojas, apuntando hacia arriba.

### Ofrenda votiva
En la parte superior de la columna podría haber estado el exvoto propiamente dicho: un trípode de bronce sostenido por tres estatuas que representaban a mujeres jóvenes, que probablemente contenía una copia del ónfalo.
- Trípode de bronce (probablemente dorado), no ha llegado hasta nuestros días, según Corso su existencia se evidencia por marcas conservadas en dos estatuas, entre las que se encontraban las patas del trípode; tres huecos en el sexto bloque del fuste para colocar el trípode; y un hueco formado por una disposición de estatuas que contenían lebetas del trípode apoyadas en el séptimo bloque del fuste;[4]
- El ónfalo —de mármol pentélico— fue hallado cerca de la columna; su parte inferior es convexa, lo que sugiere que pudo estar en las lebetas del trípode;[4]
- Tres estatuas que representan a mujeres jóvenes. Realizadas en mármol pentélico, las esculturas representan a mujeres portando cálatos, vestidas con quitóns transparentes y tocados altos;[1] las figuras se enfrentan y se apoyan en el séptimo y último bloque del fuste de la columna; sus manos derechas, levantadas hacia arriba, pueden haber estado sosteniendo las lebetas del trípode. Las manos izquierdas estaban bajadas; sus pies (no conservados) están en el aire, y la posición de las piernas sugiere que están representadas bailando.[4]

## Representación cultural
El compositor francés Claude Debussy compuso el preludio para piano Danseuses de Delphes prelude, L. 117/1 después de ver Danzarinas de Delfos en el Museo del Louvre en 1909.